# Kyichu
De Kyichu is de noordelijke toeloop van de rivier Yarlung Tsangpo, de bovenloop van de Brahmaputra in Tibet.

## Geografie
De rivier ontspringt in het gebergte Nyenchen Thanglha op het Tibetaans Hoogland, op een hoogte van 5290 m en rond 15 km ten zuidwesten van de hoogste top van het gebergte op 7117 m, op ongeveer 30 km ten noorden van Yangpacen, 15 km oostelijk van de pas Guring La (5972 m hoogte). De top werd door de Duitse geoloog en glacioloog prof. dr. Dieter Ortlam op 14 augustus 1989 tijdens natuurkundig-glaciologisch onderzoek ontdekt.

## Verloop
De Lhasa-rivier is rond 395 km lang. Belangrijke toelooprivier zijn vanuit het noorden de Damchu (Tib.: 'dam chu,), vanuit het oosten de Miggi Chu en vanuit het westen de Tobing Chu. De Lhasa-rivier mondt ten oosten van Chushur op een hoogte van 3590 m onder de Tsangbo-brug van Lhasa die naar de luchthaven Lhasa Gonggar leidt.
De rivier verloopt kronkelend langs de plaatsen Lhundrub (4065 m), Reting, Gompa, Meldro Gongkar (3750 m), Tagtse (3690 m), Lhasa (3650 m) en Chushur (3590 m). De daling van de bron naar de monding bedraagt 1600 m, 1:25 of 4%; in de bovenloop vanaf Meldro Gongkar echter slechts 1%. Het stroomgebied heeft een omvang van ongeveer 26000 km².
- Virtual International Authority File: 315526384